# 全國青年日 (印度)
全國青年日（英語：National Youth Day），又稱維韋卡南達紀念日（英語：Vivekananda Jayanti），於1月12日慶祝，是斯瓦米·維韋卡南達的誕辰。1984年，印度政府宣布這一天為全國青年日，從1985年開始，印度每年都會慶祝這一活動。

## 歷史
1984年，印度政府決定將偉大的斯瓦米·維韋卡南達的誕辰，即1月12日作為每年的全國青年日來慶祝。印度政府指出，「斯瓦米吉的哲學以及他為之生活和工作的理想可以成為印度青年日的巨大啟發來源」。2013年1月12日，印度前總理曼莫漢·辛格在為期四年的斯瓦米·維韋卡南達誕辰150週年慶祝活動的開幕式上致辭時說：
甘地所說的，抓住了今日在我國青年中傳播斯瓦米·維韋卡南達的思想和理想的巨大重要性。他是青年的永恆能量和他們對真理的不懈追求的化身。印度政府宣布1月12日，即斯瓦米·維韋卡南達的誕辰為全國青年日，這是完全恰當的。我們必須努力重新點燃這位偉大的愛國者和印度之子的永恆的信息。

## 慶祝和活動

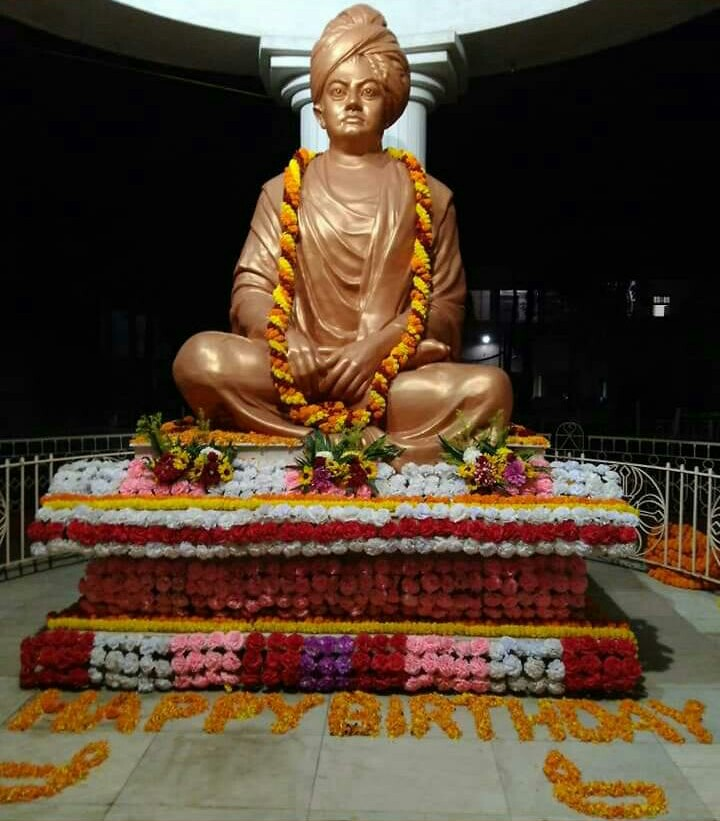
2019年在印度西孟加拉邦的巴拉納加爾拉瑪克里斯納教團阿斯拉瑪中學慶祝斯瓦米·維韋卡南達的156歲誕辰

每年1月12日，印度各地的學校和學院都會舉行全國青年日活動，包括遊行、演講、音樂、青年大會、研討會、瑜伽術、演講、徵文比賽、朗誦和體育比賽。斯瓦米·維韋卡南達的演講和著作，從印度精神傳統和他的老師拉瑪克里斯納的廣闊視野中獲得靈感。這些都是啟發來源，並激勵著眾多青年組織、學習圈和涉及青年的服務項目。